# Dan Crenshaw
Daniel "Dan" Reed Crenshaw, född 14 mars 1984 i Aberdeen i Skottland, är en amerikansk politiker för republikanerna och tidigare Navy Seal i USA:s flotta. Han är ledamot av USA:s representanthus från Texas 2:a distrikt sedan 2019.

## Biografi
Crenshaw föddes i Aberdeen i Skottland av amerikanska föräldrar. Han växte sedan upp i Katy, i närheten av Houston, i Texas. Han bodde även ett par år i Ecuador och Colombia på grund av faderns arbete i oljeindustrin. Under denna period lärde han sig flytande spanska. Hans mor dog i cancer när han var tio år gammal.
Han avlade en kandidatexamen (B.A.) i internationella relationer vid Tufts University 2006. Han tjänstgjorde därefter som Navy Seal i USA:s flotta åren 2006–2016, bland annat i Afghanistan där han 2012 skadades och förlorade sitt högra öga. Han pensionerade sig från militären 2016 av medicinska skäl. Som krigsveteran började han studera vid Harvard University, och avlade 2018 en masterexamen i offentlig förvaltning (M.P.A.).

### Politisk karriär
I mellanårsvalet 2018 valdes Crenshaw in som ledamot av representanthuset från Texas 2:a distrikt. Han tillträdde ämbetet den 3 januari 2019. Hans fokusfrågor i mellanårsvalet 2018 var immigrationsreform och gränssäkerhet.